# 想い出のビッグ・ウェンズデイ
『想い出のビッグ・ウェンズデイ』（おもいでのビッグウェンズデイ）は、川島なお美の8枚目のシングル。

## 概要
ロレアル「FREE STYLE」CMソング。「銀幕のヒロイン」には、波のSEが挿入されているアルバム・バージョンで収録されている。

## 収録曲
1. 想い出のビッグ・ウェンズデイ（4分1秒）
作詞：売野雅勇、作曲：杉真理、編曲：椎名和夫
2. グッバイ・シーズン（4分3秒）
作詞：佐藤ありす、作曲：西木栄二、編曲：鷺巣詩郎

## 収録アルバム
- 「銀幕のヒロイン」（#1・アルバム・バージョン）
- 「GOLDEN☆BEST 川島なお美」（#1、2）